# 433 Eros
433 Eros je asteroid (planetoid) u skupini Amora.

## Karakteristike
koji po blago izduženoj putanji (perihel 1,133 astronomskih jedinica, afel 1,783 astronomskih jedinica) nagnutoj s obzirom na ekliptiku 10,829°, obilazi Sunce za 1,76 godina. Pri posljednjem bliskom susretu sa Zemljom (1975.), Eros se približio na 22 milijuna kilometara. Nepravilna je oblika (34,4 km × 11,2 km × 11,2 km), okreće se oko svoje osi za 5 sati 16 minuta. Površina mu je prekrivena kraterima, a najstarije područje staro je oko 2 milijarde godina. Dnevna je temperatura na površini 100 °C, a noćna –150 °C. Unutrašnjost mu je jednolike gustoće (2 670 kg/m³), bogata silikatima. Otkrio ga je 13. kolovoza 1898. njemački astronom Carl Gustav Witt (1866. – 1946.). Prvi je planetoid na koji se spustila neka svemirska letjelica (NEAR Shoemaker, 11. veljače 2001.). Nazvan je po grčkom bogu Erosu.
Eros karakteriziraju brojni krateri koji pokrivaju cijelu površinu, od kojih je najveći Himeros 10 kilometarskog promjera. Na sredini je Psycho čiji je promjer 5,5 km. S obzirom na slabu gravitaciju Erosa, iznenađujući su odroni niz strmine, pa se pretpostavlja da su površinski slojevi staložili skupa s prašinom staložili u vrijeme sudara s nekim drugim tijelom.
Još jedna osobitost Erosa su sustavi usporednih brazda dugih do 20 km.
Na površini prevladavaju piroksen i olivin. Na Erosu su elementi silicij, magnezij i aluminij u jednakom omjeru kao i na Suncu ili zvijezdama. Tvar s Erosa po svemu odgovara hodritima i istovjetna je tvari iz vremena Sunca i planeta.

## Zemlji bliski asteroidi
Zemlji bliski asteroidi (eng. NEA, kratica od Near Earth Asteroid) je zajednički naziv za sve asteroide (planetoide) koji se u jednom dijelu putanje približavaju Zemljinoj putanji. NEA se dijele u 3 grupe, nazvane po pojedinim asteroidima iz grupe. Iako se većina asteroida nalazi u asteroidnom pojasu, postoji i značajan broj asteroida izvan njega. 
- Prvu skupinu čine Amori s perihelima (najbliža točka putanje oko Sunca) između 1,017 i 1,3 AJ. Iznos od 1,017 AJ je ključan jer je to Zemljin afel (najudaljenija točka putanje oko Sunca). Poznato je oko 20 ovakvih asteroida, a procjenjuje se da ih ima tisuću do dvije s promjerom većim od 1 km.
- Druga skupina su Apoloni s perihelom ispod 1,017 AJ i afelom iznad 1 AJ. Poznato je nekoliko stotina asteroida s ovakvim putanjama, a procjenjuje se da ih ima 500 do 1000 većih od 1 km. 2101 Adonis, 2-km-ski asteroid, je 1937. došao na samo 2 milijuna km od Zemlje. 4179 Toutatisu, jednom od Apolla, je u prosincu 1992., kao prvom asteroidu, određen oblik i veličina pomoću radara.
- Treću skupinu čine Atoni s perihelima manjim od 1 AJ i afelima većim od 0,938 AJ. Prosječni životni vijek asteroida iz ove skupine iznosi tek milijun godina nakon čega udare u Sunce ili u neki od planeta. Očito mora postojati stalni izvor novih, a smatra se da su to najčešće oni asteroidi koji "zalutaju" u Kirkwoodovu zonu s rezonancijom 3:1 prema Jupiteru. Posljednjih je godina zabilježeno nekoliko preleta asteroida u blizini Zemlje.

### Amori
Amori su skupina planetoida (asteroida) kojima se perihel nalazi unutar Marsove putanje, a afel u glavnom planetoidnom pojasu (asteroidni pojas). Neki prilaze blizu Zemlji ali ne presijecaju njezinu putanju. Prvi su otkriveni: Eros (433 Eros) (1898.), Albert (719 Albert) (1911.), Alinda (887 Alinda) (1918.), Ganimed (1036 Ganymed) (1924.), Amor (1221 Amor) (1932.) i drugi.

## Slike
- Animacija vrtnje Erosa.
- Pogled s jednog kraja Erosa preko izbočine s njegove strane prema suprotnom kraju.
- Prva mozaična slika Erosa snimljena iz putanje svemirske letjelice.
- Mozaična slika Erosa.
- S 4,8 km duljine, Psyche je Erosov drugi najveći krater.
- Regolit na Erosu, viđen tijekom spuštanja svemirske letjelice (prikazana površina iznosi oko 12 metara duljine)
- Dijagram putanje Erosa s položajem 7. svibnja 2013.
- Dijagram putanje Erosa s položajem 1. siječnja 2018.
- Usporedba veličina Veste, Ceresa i Erosa.
- Šest različitih pogleda na Eros u približnoj prirodnoj boji iz svemirske letjelice u veljači 2000.